# 江戸雪
江戸 雪（えど ゆき、1966年12月12日 - ）は、日本の歌人。本名同じ。大阪府大阪市在住。現代歌人協会会員。短歌同人誌「西瓜」所属。超結社の「中之島歌会」でも活動中。

## 略歴
- 1979年 - 神戸女学院中学部入学。
- 1989年 - 神戸女学院大学文学部卒業。
- 1992年 - フランス滞在。
- 1992年 - 結婚（大阪市に転居）。
- 1993年 - 塔短歌会入会。
- 2007年 - 武庫川女子大学大学院修士課程修了（専攻は源氏物語）[3]。
- 2009年1月より1年間、砂子屋書房のサイトにて「一首鑑賞 日々のクオリア」を執筆。
- 2015年 - 塔短歌会「選者」となる。
- 2019年 - NHK短歌選者。『短歌研究』6月号～8月号、「歌壇時評」担当[4]。
- 2020年 - 塔短歌会を退会。
- 2021年 - 短歌同人誌「西瓜」創刊（岩尾淳子、嶋田さくらこと共に発起人となり、以降の発行人を努めている）。
- 同年『短歌』（角川書店）1月号～6月号の「歌壇時評」担当[5]。
- 2022年 - NHK「連続テレビ小説」『舞いあがれ!』にてスタッフ（短歌指導）として参加[注釈 1]。

## 著書

### 単著
- 歌集『百合オイル』砂子屋書房、1997年。
- 歌集『椿夜』砂子屋書房、2001年。ISBN　978-4-7904-0570-2
- 『セレクション歌人3　江戸雪集』邑書林、2003年。ISBN　978-4-89709-425-0
- 歌集『Door』砂子屋書房、2005年。ISBN　978-4-7904-0876-5
- 歌集『駒鳥（ロビン）』砂子屋書房、2009年。ISBN　978-4-7904-1166-6
- 『今日から歌人!：誰でも画期的に短歌がよめる・楽しめる本』すばる舎リンケージ（発売：すばる舎）、2012年。ISBN　978-4-7991-0139-1
- 歌集『声を聞きたい』七月堂、2014年。ISBN　978-4-87944-223-9
  - 『声を聞きたい（叢書版）』七月堂〈七月堂叢書〉、2021年。ISBN　978-4-87944-443-1
- 歌集『昼の夢の終わり』書肆侃侃房〈現代歌人シリーズ〉、2015年。ISBN　978-4-86385-205-1
- 歌集『空白』砂子屋書房、2020年。ISBN　978-4-7904-1757-6
- 歌集『ガーディガン』青磁社、2024年。ISBN 978-4861986079

### アンソロジー
- 梅内美華子ほか『現代短歌最前線（上巻）』北溟社、2001年。ISBN　978-4-89448-200-5
- 東直子・佐藤弓生・千葉聡編著『短歌タイムカプセル』書肆侃侃房、2018年。ISBN 978-4-86385-300-3

## 受賞歴
- 1995年　「ぐらぐら」50首にて第41回角川短歌賞最終候補
- 2001年　『椿夜』で咲くやこの花賞（文芸部門）受賞
- 2002年　『椿夜』で第10回ながらみ現代短歌賞受賞